# Franz Trapphoff
Franz „Bubi“ Trapphoff (* 26. März 1923; † 7. Januar 2007) war ein deutscher Fußballspieler, der insgesamt für die Vereine Meidericher SV und Hamborn 07 106 Partien in der Oberliga West absolvierte und dabei 41 Tore erzielte.

## Karriere
Trapphoff zählte beim Meidericher SV zu den ersten Spielern, die nach dem Ende des Zweiten Weltkriegs wieder für den Verein auf dem Platz standen. Aufgrund der schwierigen Gesamtlage im stark zerstörten Ruhrgebiet gab es damals keinen regulären Ligenbetrieb, sondern lediglich eine Duisburger Stadtmeisterschaft. Bei dieser konnte sich der MSV unter seiner Mitwirkung unter anderem gegen den Stadtrivalen Duisburger Spielverein durchsetzen und somit den Titel gewinnen. Gemeinsam mit Karl Hetzel und Georg Gawliczek formte Trapphoff während dieser Zeit ein bekanntes Trio im Sturm. In den nachfolgenden Jahren blieb er zunächst Teil der Mannschaft, wechselte aber zur Saison 1949/50 zu Hamborn 07 in die Oberliga West; diese stellte im bis 1963 regional begrenzten Ligensystem die höchste Spielklasse dar.
Die Schwarz-Gelben belegten unter Trainer Paul Zielinski am Rundenende den neunten Rang. „Bubi“ Trapphoff hatte in 29 Ligaeinsätzen acht Tore erzielt. Er bildet mit Linksaußen Adolf Kallenborn (30 Spiele – 15 Tore) eine gefährliche Flügelzange im damals gebräuchlichen WM-System. In seiner zweiten Hamborner Saison, 1950/51, konnte er seine persönliche Bilanz auf 15 Tore in 29 Einsätzen ausbauen und seine Mannschaft belegte mit der Verstärkung in der Läuferreihe, Walter Dongmann, den siebten Rang. Vor der Saison fuhren die „Löwen“ nach England und trugen Spiele in Bournemouth, Brighton, Bristol und Swindon aus. Hamborn 07 reiste als erste Duisburger Mannschaft nach dem Zweiten Weltkrieg ins Mutterland des Fußballs. Als die Hamborner in der Saison 1951/52 als 16. in die 2. Liga abstiegen, kamen für Trapphoff nochmals 19 Ligaeinsätze mit drei Treffern hinzu.
Zur Spielzeit 1952/53 kehrte er zum Meidericher SV zurück, welcher inzwischen ebenfalls in der Oberliga West antrat. Am 24. August 1952 wurde er bei einer 3:4-Niederlage gegen Fortuna Düsseldorf aufgeboten und gab damit sein Oberliga-Debüt für Meiderich in der ersten Liga. Einen Stammplatz nahm er daran anschließend allerdings nicht ein. Am Ende seines ersten Oberligajahrs belegte Meiderich den vierten Tabellenrang und der Rückkehrer hatte in neun Einsätzen zwei Tore erzielt. In der nachfolgenden Saison 1953/54 erwies er sich als sehr regelmäßiger Torschütze, indem er in 16 Partien elf Mal traf; mannschaftsintern war nur Kurt Küppers (12 Tore) erfolgreicher. Ein wichtiger Mitspieler war zu dieser Zeit Karl Hetzel, der bereits in den direkten Nachkriegsjahren an Trapphoffs Seite gespielt hatte und beim MSV als wichtige Offensivkraft galt. Während der Spielzeit 1954/55 wurde Trapphoff nur noch selten eingesetzt (fünf Spiele – zwei Tore) und musste an deren Ende überdies mit Trainer Radoslav Momirski den Abstieg in die Zweitklassigkeit hinnehmen, obwohl der Abstand zur oberen Tabellenhälfte bei einer sehr ausgeglichenen Punkteverteilung lediglich wenige Zähler betrug. Dies bedeutete zugleich das Ende seiner Laufbahn beim Meidericher SV, in deren Verlauf er 30 Oberligapartien mit 15 eigenen Torerfolgen bestritten hatte.
Dem später in MSV Duisburg umbenannten Verein blieb er verbunden, zählte in den 1960er-Jahren gemeinsam mit früheren Weggefährten zu dessen Altherrenmannschaft und war 1986 Mitorganisator eines Treffens zahlreicher ehemaliger Spieler. Trapphoff lebte noch im hohen Alter im Duisburger Ortsteil Meiderich und starb im Januar 2007 an den Folgen eines Schlaganfalls.